# Новофёдоровка (Вольнянский район)
Новофёдоровка (укр. Новофедорівка) — село,
Максимовский сельский совет,
Вольнянский район,
Запорожская область,
Украина.
Код КОАТУУ — 2321583004. Население по переписи 2001 года составляло 116 человек.

## Географическое положение
Село Новофёдоровка находится в 2-х км от правого берега реки Любашевка,
на расстоянии в 1,5 км от села Геленджик и в 2-х км от сёл Максимовка и Казачье.
По селу протекает пересыхающий ручей с запрудой.

## История
- 1907 год — дата основания как село Батраки.
- В 1977 году переименовано в село Новофёдоровка.